# Маргеріта Бай
Маргері́та Бай (італ. Margherita Buy; нар. 15 січня 1962, Рим, Італія) — італійська акторка та кінорежисерка.

## Біографія
Після навчання в Академії драматичного мистецтва зіграла свою першу роль у фільмі «Una Grande Storia D'Amore» режисера Дуччо Тессарі (1986), за якою слідували ролі в двох фільмах Даніеле Лукетті «Domani accadrà» (1988) і «La settimana della sfinge» (1990) — за головну роль у цьому фільмі отримала премію міжнародного кінофестивалю в Сан-Себастьяні. 
Після цього зіграла в Серхіо Рубіні в «La Stazione» за який отримала перший «Давид ді Донателло» і «Срібну стрічку» в 1990 році. Після «La Stazione» акторка стала зіркою. Потім знову знімається в фільмі Даніеле Лукетті «Arriva la bufera» (1992) і працює з Маріо Монічеллі в «Facciamo Paradiso» (1995) і «Pozzessere» («Testimone в rischio»). Після цього знімається в кількох фільмах режисера Джузеппе Піччіоні: «Cuori al verde» (1996) і «Fuori dal mondo» — фільм приносить Маргериті Бай другу премію «Давид Ді Донателло». 
Тепер Маргеріта однією з найпопулярніших акторок європейського кіно, грає у фільмі «The Ignorant Fairies», за який отримує «Срібну стрічку». За фільм «The Best Day of My Life» отримує третю «Срібну стрічку», цього разу як найкраща акторка другого плану. Наступним успіхом був фільм «La sconosciuta», за який була нагороджена третьою «Срібною стрічкою» і четвертим «Давидом Ді Донателло».

## Фільмографія
- La seconda notte (1986)
- Domani accadrà (1988)
- I giorni randagi (1988)
- Nulla ci può fermare (1989)
- La stazione (1990)
- La settimana della Sfinge (1990)
- Chiedi la luna (1991)
- Maledetto il giorno che t'ho incontrato (1992)
- Condannato a nozze (1993)
- Cominciò tutto per caso (1993)
- Arriva la bufera (1993)
- Prestazione straordinaria (1994)
- Улюблений син (1994)
- Небо просто більш блакитне (1995)
- Facciamo paradiso (1995)
- Cuori al verde (1996)
- Va' dove ti porta il cuore (1996)
- Testimone a rischio (1996)
- Леді та Волоцюга (1997) — озвучка
- Dolce far niente (1998)
- Fuori dal mondo (1999)
- Tutto l'amore che c'è (2000)
- L'ombra del gigante (2000)
- Controvento (2000)
- Феєрія нерозуміння (2001)
- Il più bel giorno della mia vita (2002)
- Ma che colpa abbiamo noi (2003)
- Caterina va in città (2003)
- L'amore ritorna (2004)
- Il siero della vanità (2004)
- Manuale d'amore (2005)
- I giorni dell'abbandono (2005)
- Il caimano (2006)
- Незнайомка (2006)
- Commediasexi (2006)
- Сатурн проти (2007)
- Giorni e nuvole (2007)
- Due partite (2009)
- Білий простір (2009)
- L'uomo nero (2009)
- Genitori & figli — Agitare bene prima dell'uso (2010)
- Happy Family (2010)
- Matrimoni e altri disastri (2010)
- У нас є Папа (2011)
- Com'è bello far l'amore, (2012)
- Чудова присутність (2012)
- Il rosso e il blu (2012)
- La scoperta dell'alba (2013)
- Viaggio sola (2013)
- Mi rifaccio vivo (2013)
- La gente che sta bene (2014)
- Моя мама / Mia madre (2014)
- Una bella estate (TBA)